# Domenico Guadalupi
Domenico Guadalupi (Brindisi, 17 settembre 1811 – Salerno, 11 maggio 1878) è stato un arcivescovo cattolico italiano.

## Biografia
Compì gli studi ecclesiastici in Roma.
Nel 1848 a Palermo ricoprì la carica di primo uditore del cardinale Ferdinando Maria Pignatelli.
In seguito a Roma fu protonotario apostolico.
Nel 1868 fu designato vescovo di Lecce, ma rifiutò la carica, sentendosi inadeguato.
Dal 6 maggio 1872 fu arcivescovo di Salerno e Acerno, fino alla sua rinuncia alla sede nel marzo del 1877.
Il suo episcopato è caratterizzato da una particolare attenzione al seminario, che si trovava in una condizione di povertà e precarietà in seguito alle leggi eversive. Lo scopo dell'arcivescovo era quello di formare sacerdoti culturalmente e spiritualmente preparati per affrontare il clima anticlericale dell'epoca. Ebbe contrasti con il suo capitolo a causa del rifacimento della pavimentazione della cattedrale, che l'arcivescovo volle portare a termine, nonostante la presenza di alcune lapidi di pregio storico-artistico, che il capitolo avrebbe voluto preservare.

## Genealogia episcopale
La genealogia episcopale è:
- Cardinale Scipione Rebiba
- Cardinale Giulio Antonio Santori
- Cardinale Girolamo Bernerio, O.P.
- Arcivescovo Galeazzo Sanvitale
- Cardinale Ludovico Ludovisi
- Cardinale Luigi Caetani
- Cardinale Ulderico Carpegna
- Cardinale Paluzzo Paluzzi Altieri degli Albertoni
- Papa Benedetto XIII
- Papa Benedetto XIV
- Papa Clemente XIII
- Cardinale Enrico Benedetto Stuart
- Papa Leone XII
- Cardinale Chiarissimo Falconieri Mellini
- Cardinale Camillo Di Pietro
- Arcivescovo Domenico Guadalupi

La successione apostolica è:
- Vescovo Giuseppe Carrano (1874)